# Haguna
Haguna o Hagana es un nombre germano reconstruido a partir de *hag- ("acercamiento"). Probablemente significa "protector" (cf. hägn en sueco significa "protección").
A partir de este nombre, nacen otras formas en las lenguas germanas, tales como Hagano en antiguo alto alemán y Haguna y Hagena en anglosajón. En nórdico antiguo, tiene las siguientes formas: Haghni y Hoghni, en danés antiguo Haghne, en sueco antiguo Høghne, en noruego antiguo el Este, Hǫgni.
Personas con este nombre:
- Hagen de El Cantar de los Nibelungos, también llamado Hogni en otras fuentes de noruego antiguo.
- Högne en las leyendas de la saga Völsunga y la Edda poética. Se cree que es la misma persona que el rey de Östergötland, quien luchó contra el rey sueco Ingjald en la saga de los Ynglings.
- Hogni del Hjaðningavíg, quien puede ser el mismo
- Hagena en Widsith (línea 21) desde que Widsith también relaciona a Hagena con Heoden (Heðinn)
- Högne el Rico, un caudillo vikingo de Nærøy, reino de Namdalen, Noruega según se menciona en la saga nórdica Hálfs saga ok Hálfsrekka
- Högni de Sörla þáttr, príncipe vikingo de Dinamarca e hijo del rey Halfdan a finales del siglo IX e inicios del siglo X.

- Datos: Q5638840